# Koubanytchbek Omouraliev
 (mai 2025).
La mise en forme du texte ne suit pas les recommandations de Wikipédia : il faut le « wikifier ».
Les points d'amélioration suivants sont les cas les plus fréquents :
- Les titres sont pré-formatés par le logiciel. Ils ne sont ni en capitales, ni en gras.
- Le texte ne doit pas être écrit en capitales (les noms de famille non plus), ni en gras, ni en italique, ni en « petit »…
- Le gras n'est utilisé que pour surligner le titre de l'article dans l'introduction, une seule fois.
- L'italique est rarement utilisé : mots en langue étrangère, titres d'œuvres, noms de bateaux, etc.
- Les citations ne sont pas en italique mais en corps de texte normal. Elles sont entourées par des guillemets français : « et ».
- Les listes à puces sont à éviter, des paragraphes rédigés étant largement préférés. Les tableaux sont à réserver à la présentation de données structurées (résultats, etc.).
- Les appels de note de bas de page (petits chiffres en exposant, introduits par l'outil «  Source ») sont à placer entre la fin de phrase et le point final[comme ça].
- Les liens internes (vers d'autres articles de Wikipédia) sont à choisir avec parcimonie. Créez des liens vers des articles approfondissant le sujet. Les termes génériques sans rapport avec le sujet sont à éviter, ainsi que les répétitions de liens vers un même terme.
- Les liens externes sont à placer uniquement dans une section « Liens externes », à la fin de l'article. Ces liens sont à choisir avec parcimonie suivant les règles définies. Si un lien sert de source à l'article, son insertion dans le texte est à faire par les notes de bas de page.
- La présentation des références doit suivre les conventions bibliographiques. Il est recommandé d'utiliser les modèles {{Ouvrage}}, {{Chapitre}}, {{Article}}, {{Lien web}} et/ou {{Bibliographie}}. Le mode d'édition visuel peut mettre en forme automatiquement les références.
- Insérer une infobox (cadre d'informations à droite) n'est pas obligatoire pour parachever la mise en page.

Pour une aide détaillée, merci de consulter Aide:Wikification.
Si vous pensez que ces points ont été résolus, vous pouvez retirer ce bandeau et améliorer la mise en forme d'un autre article.
Koubanytchbek Kasymovitch Omouraliev (en russe : Кубанычбек Касымович Омуралиев, né le 15 septembre 1960 à Tong, région d’Issyk-Koul) est un diplomate kirghize. Il occupe depuis novembre 2022 le poste de secrétaire général de l’Organisation des États turciques (OET).

## Biographie

### Formation
Koubanytchbek Omouraliev est diplômé en 1984 de l'Université nationale agrarienne du Kirghizistan en génie mécanique. Il poursuit ensuite des études en économie à l’Institut de la propriété industrielle de Moscou (1994).
Il a également suivi des programmes de formation à l’international, notamment à :
- Texas A&M University
- University of Nebraska
- University of Washington
- Université nationale de Séoul

### Carrière diplomatique
Après avoir été vice-président de la Fédération des cercles d'affaires du Kirghizistan (1995–1997), il entame une carrière diplomatique internationale.
Il a occupé les fonctions suivantes :
- Consul général du Kirghizistan aux Émirats arabes unis (2012–2015)
- Ambassadeur extraordinaire et plénipotentiaire en Biélorussie (2015–2019)
- Représentant permanent auprès de la CEI
- Ambassadeur en Turquie (2019–2022)
- Ambassadeur en Israël (2021–2022), avec résidence à Ankara

En novembre 2022, il est nommé Secrétaire général de l'Organisation des États turciques lors du sommet de Samarcande.

### Secrétariat général de l'OET
Sous sa direction, l’Organisation des États turciques a lancé plusieurs projets de coopération :
- Mise en place d’un Comité de facilitation du commerce
- Création d’un Fonds d’investissement turcique
- Renforcement de la coopération numérique, culturelle et éducative entre États membres

### Distinctions
- World Tourism Leader Award (2024)[2], pour sa contribution au développement du tourisme dans l’espace turcique.

## Langues
Il parle couramment le kirghize, le russe, l’anglais et le turc.